# RENFE-Baureihe 592
Die Baureihe 592 ist eine Dieseltriebwagenbaureihe für den Vorort- und Regionalverkehr der Renfe Operadora und der Comboios de Portugal.

## Geschichte

### Einsatz in Spanien

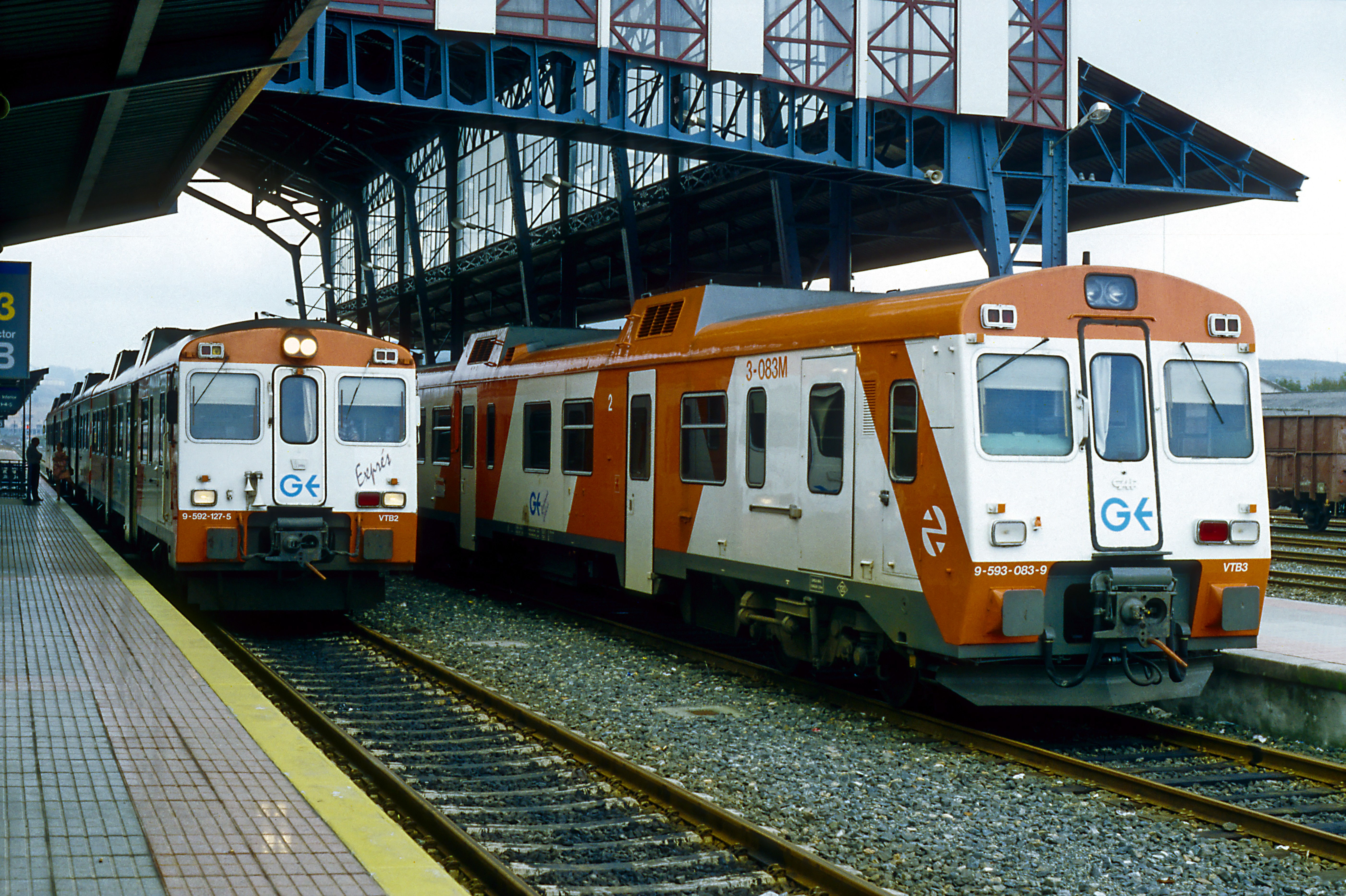
Triebwagen der Reihen 592 und 593 im Ursprungszustand, Santiago de Compostela, Oktober 1994

Im Jahr 1978 gab die damalige spanische Staatsbahn Red Nacional de los Ferrocarriles Españoles (RENFE) den Auftrag für die Produktion einer dieselbetriebenen Triebwagenbaureihe an die Unternehmen MACOSA und Ateinsa. Für die Motoren wurde das deutsche Unternehmen MAN gewonnen. Insgesamt produzierte das Konsortium 70 Exemplare der dreiteiligen Baureihe zwischen 1981 und 1984. Zur gleichen Zeit war auch die Produktion der Baureihe 593 im Gange, wobei einander beide Baureihen äußerlich sehr stark ähneln, technisch jedoch besonders bei der Motorisierung stark unterscheiden.
Die RENFE beschaffte die Baureihe vor allem für die zahlreichen nicht elektrifizierten Nebenbahnen des spanischen Schienennetzes. Bei der Aufteilung der RENFE in verschiedene Unternehmensfelder erhielten sowohl der Geschäftsbereich der Vorortbahnen (Cercanías Renfe) als auch der Regionalbereich (Regionales Renfe) Triebwagen. Die Triebwagen des Vorortverkehres wurden speziell angepasst, unter anderem erhielten sie vandalismusresistente Sitze und es wurden die Zwischenwände in den Abteilen entfernt, sodass sie im Innenraum nun den Baureihen 446 und 447 ähneln. Lediglich die Triebwagen Cercanías Murcia/Alicante blieben im vorherigen Zustand. Schon vorher wurden bei den meisten Einheiten die Stirnwand- und die seitlichen Ladetüren zum Gepäckraum entfernt und verschlossen.
Inzwischen gilt die Baureihe als betagt, sodass sie häufig von Einheiten der Baureihen 594, 598 und 599 ersetzt wird.

### Einsatz in Portugal

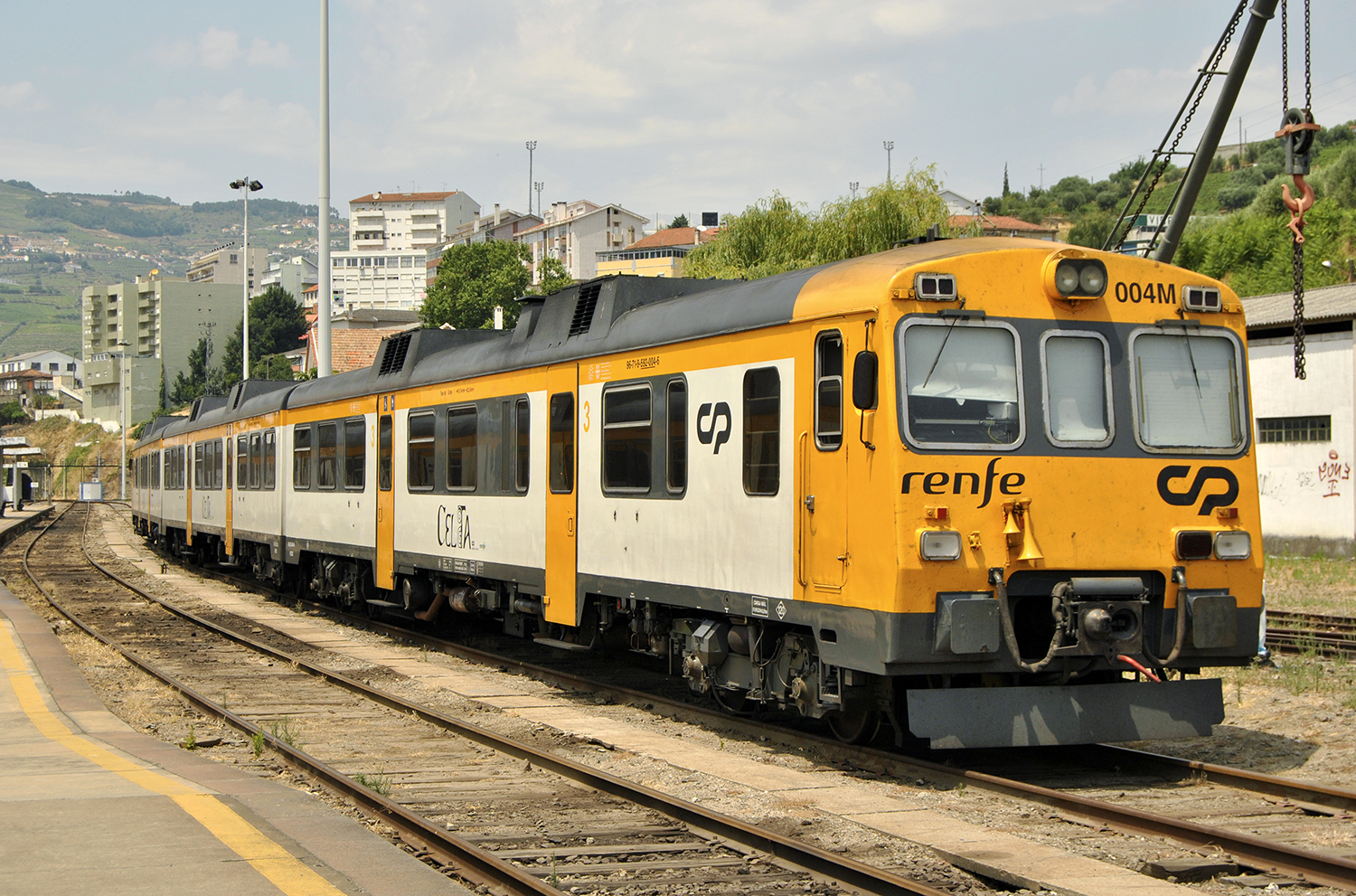
Seit 2011 sind 17 Exemplare der Baureihe 592 an die portugiesische Staatseisenbahn Comboios de Portugal verliehen, hier im Bahnhof Régua

2011 lieh die portugiesische Staatsbahn Comboios de Portugal (CP) 17 Exemplare der Baureihe für etwa 21 Millionen Euro. Diese werden vor allem auf den Eisenbahnstrecken Linha do Minho (bis zu ihrer Elektrifizierung 2021), Linha do Oeste und Linha do Douro eingesetzt, um die veraltete Baureihe 600 zu ersetzen. Sie werden auch weiterhin in Spanien durch die Renfe gewartet. Zudem plant die CP weitere fünf Fahrzeuge der Baureihe auszuleihen. 2015 wurde bekannt, dass die CP pro Jahr fünf Millionen Euro „Leihgebühr“ an die spanische RENFE zahlt.
Mit der ab Oktober 2025 geplanten Auslieferung der für die Comboios de Portugal 22 produzierten Triebzüge des Typs Stadler Flirt 160 sollen die Triebwagen der Baureihe 592 an die Renfe zurückgegeben werden.

## Technische Merkmale
Der dreiteilige Triebwagenverband besteht aus zwei Motorwagen und einem dazwischen gereihten Beiwagen, unter dessen Bodenrahmen ein Hilfsdieselmotor insbesondere für die Stromversorgung der Klimatisierung aufgehängt ist. Die Wagenübergänge sind mit Gummiwülsten gesichert und von den Reisenden während der Fahrt benutzbar. Der Antrieb erfolgt hydraulisch, was der Baureihe im praktischen Betrieb Vorteile gegenüber der Baureihe 593 verschafft, deren mechanische Getriebe als unzuverlässig gelten und zu häufigen Ausfällen führen. Jeder Wagen umfasst zwei Türen pro Seite, sodass der Innenraum in zwei Einstiegs- und drei Fahrgasträume unterteilt ist. Hinter einem Führerstand liegt ein zusätzlicher Gepäckraum, der durch Ladetüren von außen zugänglich war. Der Laderaum diente später insbesondere dem Fahrradtransport. Die Sitze haben in Fahrtrichtung umlegbare Rückenlehnen. Die Klimaanlagen sind in Dachaufbauten über den Einstiegsräumen untergebracht, was den Einheiten die Bezeichnung camello (Kamel) einbrachte.
Die für die S-Bahn-Dienste um Valencia und Alicante sowie Murcia genutzten Einheiten wurden entsprechend umgebaut: Die Abteiltrennwände entfielen, die Wendesitze wurden durch die vandalismusresistente Bestuhlung der Reihen 446 und 447 in Abteilform ersetzt. Zusätzlich wurden Rollstuhlstellplätze eingebaut.

## Unterserien

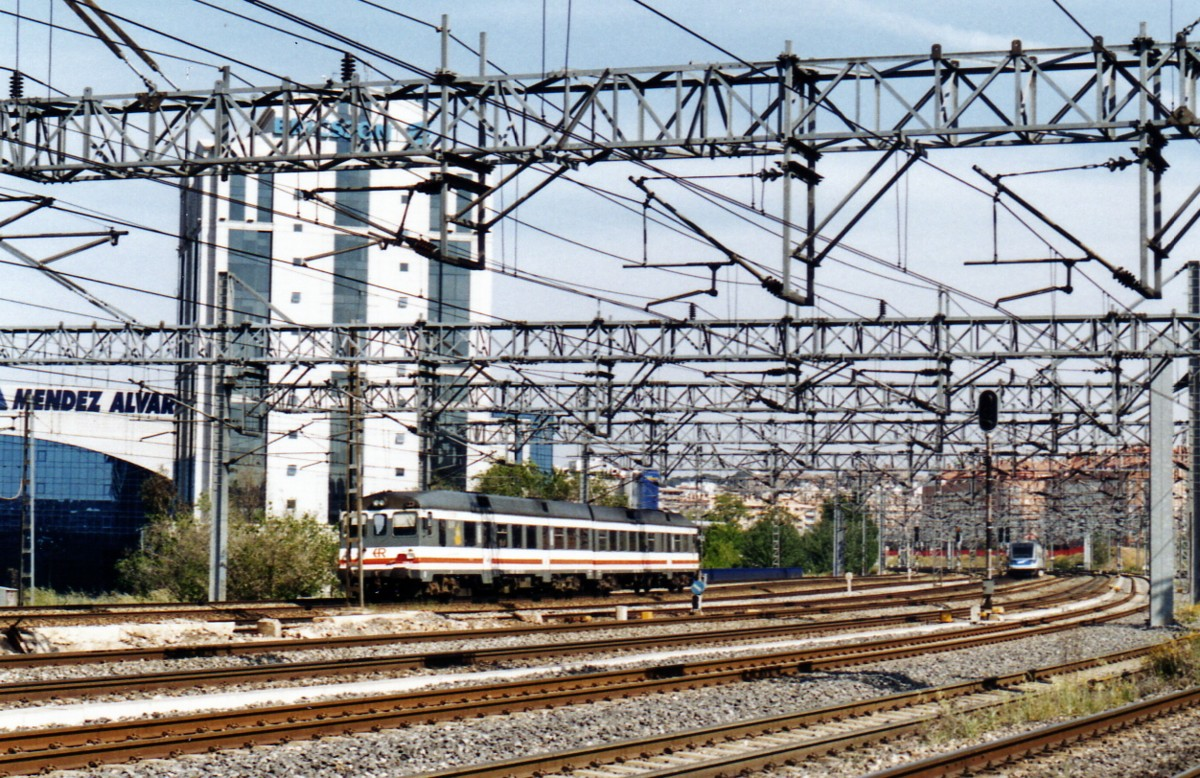
Triebwagen-Unterserie 592.201, auch bekannt als atómico

Etwa im Jahr 1989 beschloss die RENFE den Triebwagen 592.010 umbauen zu lassen, um diesen auch im Fernverkehr nutzen zu können. Dies umfasste den Einbau einer ersten Klasse, eines Bordbistros sowie eine stärkere Motorisierung für eine Höchstgeschwindigkeit von 140 km/h. Dieser Triebwagen, daraufhin als Baureihe 592.201 bezeichnet, ging später teilweise in Flammen auf. Daraufhin ließ die RENFE den Triebwagen erneut umbauen. Er besteht seitdem nur noch aus zwei Triebwagen ohne Beiwagen und trägt aufgrund dessen im spanischen Eisenbahnerjargon den Spitznamen atómico (Atomteil).
Bis zum Jahr 2000 wurden weitere vier Triebwagenverbände für den Fernverkehr umgebaut. Diese erhielten unter anderem neue Motoren des Typs „D 2866 LUE“(auch von MAN), eine neue elektropneumatische Bremse sowie einen erneuerten hydraulischen Antrieb. Die Höchstgeschwindigkeit konnte ebenso auf 140 km/h erhöht werden, was den Zügen den Spitznamen súperman (Superman) einbrachte.
Des Weiteren gibt es eine lediglich zwei Triebwagenverbände umfassende Unterserie (Nummerierung 592.300-500), die jeweils nur aus zwei Motorwagen ohne den mittleren Beiwagen besteht. Sie zeichnet sich vor allem durch eine stärkere Beschleunigung aus. Diese beiden Einheiten werden bei der Cercanías Valencia eingesetzt.

## Einzelnachweise

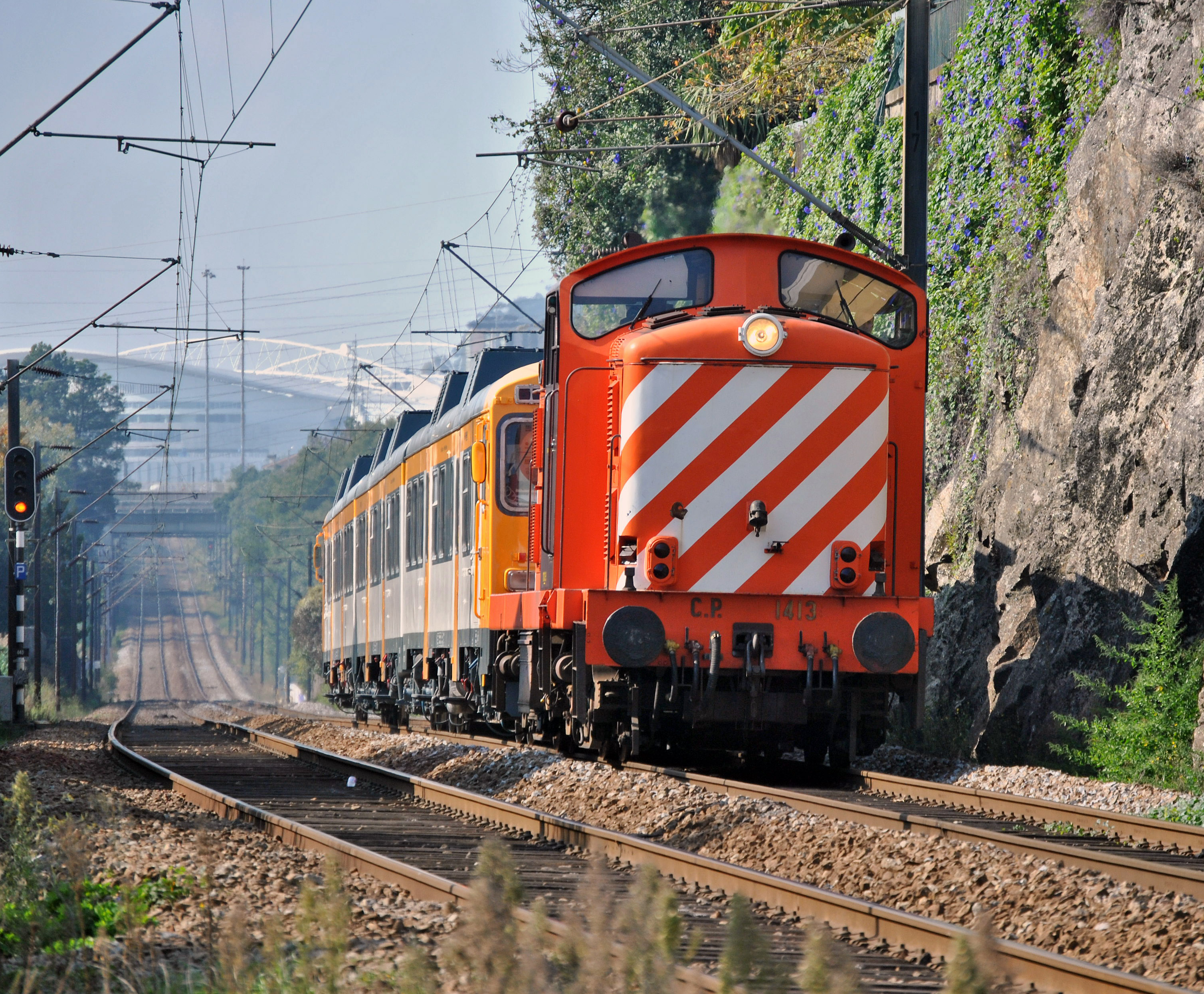
Rückführung eines Triebwagens von Porto (Portugal) zur Wartung nach Spanien